# Фехтование. Бокс. Борьба
«Фехтование. Бокс. Борьба» (англ. Fencing, Boxing, Wrestling) — трактат, впервые изданный в 1889 году в Англии, несколькими авторами, в рамках научной работы по исследованию взаимосвязи боевых искусств в Европе периода XV—XX веков.

## Содержание книги

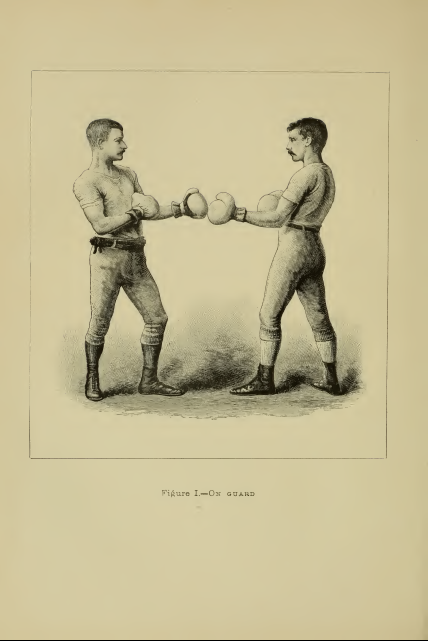
Иллюстрация из книги "Fencing. Boxing. Wrestling", 1890.

Авторы намеревались создать материал, который может послужить энциклопедией, где обычный человек мог бы найти для себя информацию о разновидностях британских воинских искусств. Книга состоит из трёх частей посвященных фехтованию, боксу и борьбе. В каждой из них уделено внимание истории искусств, а некоторые примеры искусства фехтования, бокса и борьбы находят подтверждение в древних произведениях литературы. В каждом разделе книги приведено детальное описание технических элементов. Трактат станет полезным источником как для начинающих, так и для опытных людей, практикующих вышеперечисленные виды воинских искусств.

## Авторы
- Вальтер Поллок[англ.]
- F.C. Grove
- Камиль Превост
- Эдвард Мичелл[англ.]
- Вольтер Армстронг[англ.]